# Pseudo-rationalisme
 (mars 2024).
La mise en forme du texte ne suit pas les recommandations de Wikipédia : il faut le « wikifier ».
Les points d'amélioration suivants sont les cas les plus fréquents :
- Les titres sont pré-formatés par le logiciel. Ils ne sont ni en capitales, ni en gras.
- Le texte ne doit pas être écrit en capitales (les noms de famille non plus), ni en gras, ni en italique, ni en « petit »…
- Le gras n'est utilisé que pour surligner le titre de l'article dans l'introduction, une seule fois.
- L'italique est rarement utilisé : mots en langue étrangère, titres d'œuvres, noms de bateaux, etc.
- Les citations ne sont pas en italique mais en corps de texte normal. Elles sont entourées par des guillemets français : « et ».
- Les listes à puces sont à éviter, des paragraphes rédigés étant largement préférés. Les tableaux sont à réserver à la présentation de données structurées (résultats, etc.).
- Les appels de note de bas de page (petits chiffres en exposant, introduits par l'outil «  Source ») sont à placer entre la fin de phrase et le point final[comme ça].
- Les liens internes (vers d'autres articles de Wikipédia) sont à choisir avec parcimonie. Créez des liens vers des articles approfondissant le sujet. Les termes génériques sans rapport avec le sujet sont à éviter, ainsi que les répétitions de liens vers un même terme.
- Les liens externes sont à placer uniquement dans une section « Liens externes », à la fin de l'article. Ces liens sont à choisir avec parcimonie suivant les règles définies. Si un lien sert de source à l'article, son insertion dans le texte est à faire par les notes de bas de page.
- La présentation des références doit suivre les conventions bibliographiques. Il est recommandé d'utiliser les modèles {{Ouvrage}}, {{Chapitre}}, {{Article}}, {{Lien web}} et/ou {{Bibliographie}}. Le mode d'édition visuel peut mettre en forme automatiquement les références.
- Insérer une infobox (cadre d'informations à droite) n'est pas obligatoire pour parachever la mise en page.

Pour une aide détaillée, merci de consulter Aide:Wikification.
Si vous pensez que ces points ont été résolus, vous pouvez retirer ce bandeau et améliorer la mise en forme d'un autre article.

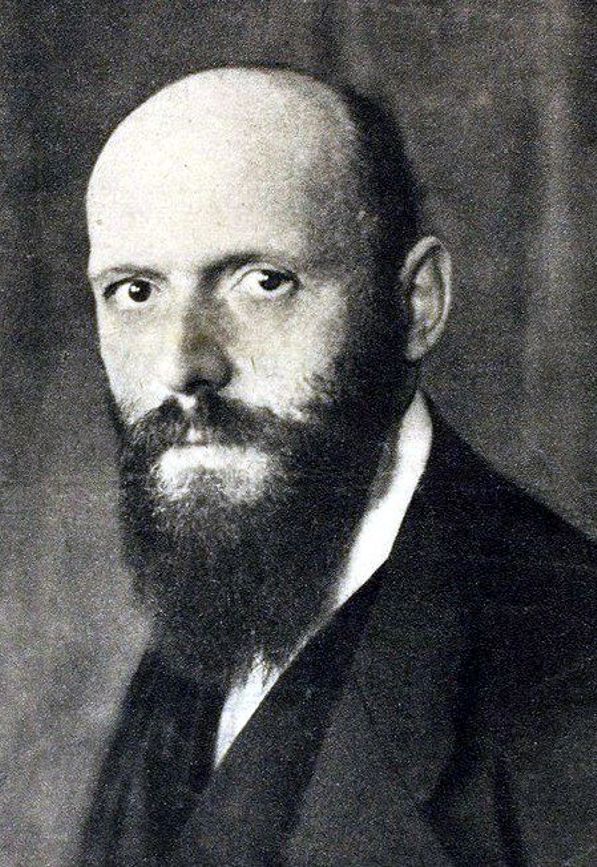
Otto Neurath, inventeur du terme « pseudo-rationalisme ».

Le pseudo-rationalisme est un terme introduit par l'économiste et philosophe Otto Neurath pour désigner une approche de la raison qui repose sur une compréhension erronée de la réflexion, de l'action morale et de la connaissance.
Neurath a exprimé ses critiques à travers divers écrits, principalement dans son article de 1913 intitulé "Les voyageurs égarés de Descartes, et le motif auxiliaire" et, dans son compte-rendu du livre de Karl Popper, La logique de la recherche scientifique, compte-rendu publié en 1932.

Jean-Matthias Fleury, professeur de philosophie, résume le principe en ces termes : 
Neurath désigne, par ce terme, une double tendance qui conduit, en quelque sorte, la raison à se subvertir elle-même. La première consiste à considérer le progrès scientifique comme la réalisation continue, irréversible et univoque d’un système de connaissances, organisées de manière déductive à partir de quelques principes généraux. La seconde, qui fournit l’explication psychologique de cet « esprit de système » illusoire, consiste à surestimer les capacités de la raison en matière d’aide à la décision dans le domaine pratique.
Le texte a été traduit par F. Willmann, et se trouve dans les Cahiers de philosophie du langage, n°2, « Otto Neurath, un philosophe entre science et guerre », L’Harmattan, 1997.

## Le pseudo-rationalisme mis en contexte
Dans "Les voyageurs égarés de Descartes et le motif auxiliaire" (The lost wanderers of Descartes and the auxiliary motive – On the Psychology of Decision), Neurath écrit que "Descartes était d'avis que, dans le domaine théorique, en formant des séries successives d'énoncés que l'on a reconnus comme absolument vrais, on pourrait atteindre une image complète du monde". Dans les Principes de la philosophie, Descartes fait une nette distinction entre pensée et action, et rejette la possibilité d'avoir des règles provisoires dans le domaine moral et pratique, une hypothèse que Neurath rejette.
L'approche de Descartes peut donc être métaphoriquement décrite comme celle des "voyageurs perdus", suggérant un voyage solitaire et introspectif vers la certitude et la connaissance, partant d'un point de scepticisme total.

Neurath a introduit la parabole du navire en mer dans un autre article, "Les énoncés protocolaires" (1932), et non dans son texte de 1913. Cette métaphore décrit la science et la connaissance comme un voyage sans fin où nous devons réparer notre navire en mer, sans jamais pouvoir le démonter à sec et le reconstruire à partir de ses meilleurs composants. Elle souligne le caractère collectif, provisoire et fragmentaire de l'entreprise scientifique, contrastant fortement avec la quête de Descartes d'un fondement indubitable pour la connaissance : 
"Il n'y a aucun moyen d'établir des énoncés de protocole totalement sécurisés et ordonnés comme points de départ des sciences. Il n'y a pas de tabula rasa. Nous sommes comme des marins qui doivent reconstruire leur navire en haute mer, sans jamais pouvoir le démonter à sec et le reconstruire à partir de ses meilleurs composants.",
Ainsi, le pseudo-rationalisme peut être compris comme une mécompréhension des principes du rationalisme énoncés par Descartes, et peut conduire à une forme de cynisme. "Le pseudo-rationalisme conduit en partie à l'illusion, en partie à l'hypocrisie". C'est une "croyance en des pouvoirs qui régulent l'existence et prédisent l'avenir" et selon Neurath, est similaire à la superstition. Il peut être identifié à une forme particulière de scientisme naïf.

## Une critique de la naïveté rationnelle
Dans « Le pseudo-rationalisme de la réfutation » ("Pseudorationalismus der Falsifikation"), publié en 1935, et traduit en français en 2008, Neurath contraste l'approche de Popper avec sa propre vision de ce que devrait être le rationalisme.
Neurath critique la conception cumulative de la connaissance promue par Popper. Par exemple, Popper écrit que : "Pour qu'une théorie qui a été bien corroborée puisse être supplantée, il faut qu'elle le soit par une théorie d'un niveau de généralité supérieur ; c'est-à-dire par une théorie qui est mieux testable et qui, en plus, 'contient' l'ancienne théorie bien corroborée — ou du moins une bonne approximation de celle-ci. Il pourrait donc être plus juste de décrire cette tendance — l'avancée vers des théories d'un niveau de généralité toujours plus élevé — comme 'quasi-inductive'." Or Neurath souligne le fait que les différentes étapes de la théorie gravitationnelle peuvent à peine être comprises comme des approximations d'une seule théorie, ce qui infirme la thèse de Popper. Il s'appuie pour ce faire sur l'œuvre de Pierre Duhem La théorie physique : son objet, sa structure.
Un autre aspect de sa critique s'oppose à ce que Neurath appelle l'absolutisme, selon lequel toutes les théories scientifiques convergent progressivement de façon linéaire vers une compréhension globale du monde. Selon Neurath, le pseudo-rationalisme, gagnant en popularité dans les années 1930, commet l'erreur de supposer une image complète de la réalité, une contradiction qui les conduit à de fausses conceptions de l'activité scientifique.
Enfin, le pseudo-rationalisme fait également référence à la conception de l'économie par Neurath et à sa critique du mauvais usage du concept de rationalité. La nécessité d'un calcul naturel (Naturalrechnung) en économie a nécessité une approche alternative du raisonnement pratique. Cette nouvelle approche divergeait significativement des idéaux astronomiques précis incarnés par Laplace, ainsi que des principes rationalistes et individualistes associés à Descartes en philosophie, et plus tard repris par Popper, selon lui.

Le rationalisme, en tant que doctrine épistémologique et politique, est donc destiné à combattre ces avatars du rationalisme et, sur le plan économique, à critiquer une conception du calcul.
Le rationalisme voit son triomphe majeur justement dans le fait de discerner clairement les limites de toute intelligence.